# Movimiento Ciudadano (partido político de México)
Movimiento Ciudadano es un partido político mexicano de centroizquierda. Fue fundado el 1 de agosto de 1999 bajo el nombre de Convergencia por la Democracia. En 2002 se acortó el nombre a Convergencia y en 2011 adoptó su nombre actual.
La plataforma partidaria actual pretende abogar por la desmilitarización y la conversión de la Guardia Nacional a una guardia civil. En materia política, busca fortalecer el poder legislativo a través de un congreso plural y representativo; así como fortalecer la autonomía del Poder Judicial; impulsar el federalismo y la participación de los municipios. En materia económica, busca consolidar un estado socialdemócrata, impulsando una reforma fiscal progresiva, el ingreso mínimo universal y la seguridad alimentaria. Apoya los derechos de las comunidades LGBTTI+, indígenas, afromexicanos y la igualdad de género, promoviendo la eliminación de la discriminación y políticas con perspectiva de género. Promueve el uso de energías limpias y la protección del medio ambiente.
En las elecciones presidenciales de 2024, fue la tercera fuerza política del país, recibiendo el 10.32 % de los votos emitidos. Dentro de la LXVI Legislatura del Congreso de la Unión tiene 27 diputados federales y 5 senadores. Actualmente posee las gubernaturas de Jalisco y Nuevo León. En septiembre de 2023 tenía 384 005 militantes.

## Historia

### Fundación e inicios
Fundado por Dante Delgado Rannauro en 1996 como agrupación política bajo el nombre de Convergencia por la Democracia, en 1997 le fue otorgado el registro como partido político.
El 5 de diciembre de 1998 tuvo su primera Asamblea Nacional Constitutiva y el 1 de agosto de 1999 el ahora extinto “IFE” (Instituto Federal Electoral) le entregó el registro jurídico como Partido Político Nacional; en el mismo año se llevó a cabo la primera dirigencia del Comité Ejecutivo Nacional (CEN) (1999-2002), encabezada por los licenciados Dante Delgado Rannuro y Enrique Herrera Bruqueta, este último fungirá como Secretario General hasta 2001.

### Nacimiento como Movimiento Ciudadano
EL 21 de junio de 2011, durante la segunda Asamblea Nacional Extraordinaria de Convergencia, los 586 delegados asistentes aprobaron las modificaciones de fondo a la documentación para modificar en ese momento el nombre a Movimiento Ciudadano.
El 7 de octubre de 2011 el Instituto Federal Electoral le dio validez constitucional a los documentos presentados para la transformación, el 17 de octubre quedó publicado en el Diario Oficial de la Federación la resolución por parte del IFE, quedando de manera oficial los cambios efectuados.
En septiembre de 2012 es elegido como Coordinador Nacional Dante Delgado Rannauro y María Elena Orantes López como Secretaria de Acuerdos.

### Campaña electoral 2018
En julio de 2018 se realizaron las elecciones federales, concentrando la mayor atención por parte de la ciudadanía en México. La elección popular organizada por el Instituto Nacional Electoral (INE) ofreció a la carta de la población un cargo a presidente de la república, 128 puestos a senadores y 500 diputaciones nacionales. Iniciado formalmente el 8 de septiembre de 2017, la ronda electiva se realizó en 30 de los 32 estados del país. El resultado de la contienda electoral del 2018 le dio al Movimiento Ciudadano una fuerte presencia en el estado de Jalisco, ganándose la gobernatura del estado a través de su abanderado Enrique Alfaro Ramírez, 4 de las 20 diputaciones estatales de Jalisco y 11 coalición con el PAN y el PRD, 26 de 135 presidencias municipales por sí mismo y 45 en coalición, y en la Zona Metropolitana de Guadalajara la presidencia municipal de Guadalajara, Zapopan y Tlajomulco por sí mismo y las de Tonalá y El Salto en coalición.
La estrategia de campaña electoral digital del partido Movimiento Ciudadano se basó, a fin del año 2017, en la viralización de un videoclip denominado Movimiento Naranja – Yuawi, el cual ha tenido hasta enero de 2024 más de 70 millones de visitas en el canal de YouTube.

## Ideología política
La ideología política que predomina en Movimiento Ciudadano es la socialdemocracia, basada en la participación ciudadana, la democracia social, la protección a los derechos humanos, la igualdad de género y oportunidades en el país, las ciudades resilientes y el empoderamiento de los ciudadanos para el funcionamiento colectivo. La socialdemocracia se define como una tendencia política reformista, que aborda los valores sociales desde un prisma progresista; se asocia a menudo con el conjunto de políticas socioeconómicas que se hicieron prominentes en el norte y el oeste de Europa —particularmente de organización social de los países nórdicos— durante la segunda mitad del siglo XX.

## Nombre y símbolo
Bajo el lema de Por México en Movimiento, el emblema de la bandera de Movimiento Ciudadano es representado por un águila en ascenso, sosteniendo una serpiente en su pico, la cual se encuentra por encima del nombre del partido político, esto último presenta los colores naranja, que hace mayor referencia e identidad, gris y blanco.

## Líderes de Movimiento Ciudadano
Desde 2011 como coordinador de Movimiento Ciudadano:
- 2011 - 2012: Luis Walton Aburto
- 2012 - 2018: Dante Delgado Rannauro[20]
- 2018 - 2021: Clemente Castañeda Hoeflich
- 2021 - 2024: Dante Delgado Rannauro[21]
- 2024 - actualidad: Jorge Álvarez Máynez[22]

## Resultados electorales

### Presidencia de México
|  | 4.24 % |

|  | 31.60 % |

|  | 1.79 % |

|  | 22.28 % |

|  | 10.32 % |

### Cámara de Diputados
| Elección | Distrito  | Distrito | RP        | RP    | Escaños | Posición | Presidencia                 | Presidencia |
| Elección | votos     | %        | votos     | %     | Escaños | Posición | Presidencia                 | Presidencia |
| -------- | --------- | -------- | --------- | ----- | ------- | -------- | --------------------------- | ----------- |
| 2012     | 1 992 102 | 4        | 2 000 524 | 3.99  | 16/500  | Minoría  | Enrique Peña Nieto          | PRI         |
| 2015     | 2 421 164 | 6.4      | 2 431 908 | 6.09  | 26/500  | Minoría  | Enrique Peña Nieto          | PRI         |
| 2018     | 268 876   | 0.48     | 2 485 198 | 4.41  | 27/500  | Minoría  | Andrés Manuel López Obrador | Morena      |
| 2021     | 3 430 507 | 7.02     | 3 449 982 | 7.02  | 23/500  | Minoría  | Andrés Manuel López Obrador | Morena      |
| 2024     | 6 446 537 | 10.92    | 6 497 404 | 10.93 | 27/500  | Minoría  | Claudia Sheinbaum           | Morena      |

### Senado de la República
| Elección | Distrito  | Distrito | RP        | RP    | Escaños | Posición | Presidencia                 | Presidencia |
| Elección | votos     | %        | votos     | %     | Escaños | Posición | Presidencia                 | Presidencia |
| -------- | --------- | -------- | --------- | ----- | ------- | -------- | --------------------------- | ----------- |
| 2012     | 2 024 528 | 4.2      | 2 025 045 | 4.3   | 1/128   | Minoría  | Enrique Peña Nieto          | PRI         |
| 2018     | 570 774   | 1.01     | 2 654 452 | 4.68  | 7/128   | Minoría  | Andrés Manuel López Obrador | Morena      |
| 2024     | 6 460 220 | 10.88    | 6 528 238 | 10.88 | 5/128   | Minoría  | Claudia Sheinbaum           | Morena      |

### Gubernaturas y jefaturas obtenidas
|  | 50.1 % |

|  | 63.58 % |

|  | 50.4 % |

|  | 43.2 % |

|  | 46.06 % |

|  | 49.83 % |

|  | 39.0 % |

|  | 43.17 % |

|  | 39.6 % |

|  | 36.72 % |